# 문양군
문양군 이계윤(文陽君 李季胤, 1431년 ~ 1489년)은 조선의 왕족 종실이다.

## 생애

### 일생
그의 본관은 전주(全州)이다. 풍안군 이효손의 차남(次男)으로 출생하여 7세 시절이던 1437년 창성군 이의경의 양자(養子)로 출계한 그는 세조 말기 때인 1467년에 현령(縣令) 직위를 역임하였는데 이후 성종 때인 1477년 관직에서 물러나 칩거하다가 12년이 지난 1489년에 향년 59세로 훙서(薨逝)하였다.

## 같이 보기
- 문평군 (친형)
- 광평대군